# Икономика на Северна Македония
Икономиката на Северна Македония е отворена пазарна икономика. Тя напуска СФРЮ като най-недоразвитата република, допринасяща за едва 5% от общата федерална продукция. До 1996 икономическият растеж е възпрепятстван от гръцко ембарго, политическа нестабилност в съседната Съюзна република Югославия и неадекватната инфраструктура. Между 1996 и 2000 има умерен растеж, но конфликтът през 2001 отново усложнява положението икономиката. Северна Македония е постигнала макроикономическа стабилност, но не съумява да привлече чуждестранни инвестиции. Това е най-вече в резултат на сравнително неблагоприятното географско положение, липсата на значителни природни ресурси и неразрешения спор за името на страната.
Безработицата е на изключително високо ниво – 34,5 % към 2008, като в Европа единствено Косово има по-висок процент. Корупцията и недостигът на квалифициран труд също забавят развитието до голяма степен. Правителството предвижда икономическият растеж за 2009 да бъде общо не повече от 3%, с бюджетен дефицит от $ 72 милиона. БВП е близо $19 млрд., като в това число голям дял има и сивата икономика. На глава от населението се падат $ 9000. Средната работна заплата е 400 евро. Селското стопанство генерира 11,4% от БВП, промишлеността — 27,2% и сектора на услугите — 61,4%. Основни търговски партньори са Сърбия, Германия, Гърция и България.

## Статистика
- Инфлацията през 2007 година е 2,3 %.

## Първичен сектор

### Земеделие
Основен селскостопански отрасъл е растениевъдството. Отглеждат се пшеница, царевица, ориз, памук, тютюн, лозя, плодове, зеленчуци и др.

### Животновъдство
Овце, едър рогат добитък, свине, птици и други.

## Вторичен сектор
Страната разполага с неголеми запаси от полезни изкопаеми – медна, оловно-цинкова, желязна и никелова руда. Работят металургичен комбинат, химически завод (нефтената рафинерия „ОКТА“), оловно-цинков завод. Има предприятия на леката, хранително-вкусовата, строителната, дървообработване, целулозно-хартиената и фармацевтичната промишлености. Производствената база е остаряла, но е в процес на умерена модернизация. Основните продукти за износ са храна (зеленчуци, плодове, яйца), напитки (вино, мляко), тютюн и стомана.

### Енергетика
Страната консумира 8.929 млрд. квтч електрическа енергия годишно, от тях годишното местно производство възлиза на 5.935 млрд. квтч., а останалите 2.994 млрд. квтч внася (2006). Оснвен местен производител на електроенергия е Рударско-енергийният комбинат „Битоля“, топлоелектрическа централа на каменни въглища, произвеждаща около 72% (2008 г.) от общото производство на електрическа енергия в електроенергийната система на Република Македония.

## Третичен сектор

### Външна търговия

#### Износ
Износът на страната възлиза на 2.844 млрд. щатски долара, като изнася главно храни, цигари, желязо, стомана (2007). През 2006 година, най-голям е износа за Сърбия и Черна гора (23,2 %), следват Германия (15,6 %), Гърция (15,1 %), Италия (9,9%), България (5,4%), Хърватия (5,2 %), и други.

#### Внос
Вносът на страната възлиза на 4.079 млрд. щатски долара, като внася главно машини и оборудване, автомобили, химикали, горива, хранителни продукти (2007). През 2006 година, най-голям е вноса от Русия (15,1%), следват Германия (9,8%), Сърбия и Черна гора (7,5 %), България (6,7 %), Италия (6 %), и други.

### Транспорт и съобщения
Северна Македония не разполага с развита автомагистрална мрежа. Общата дължина на автомагистралите в експлоатация към 2008 г. е 192 км съсредоточаващи се главно в околностите на столицата Скопие и по направлението на паневропейски транспортен коридор №10 (Е75). Общият размер на автомобилните пътища възлиза на 9573 км (2002).
Общата дължина на железопътните пътища в Северна Македония е 925 км, от тях електрифицирани са 315 км. Железопътният транспорт в страната се оперира от държавното предприятие „Македонски железници“.
Страната разполага с две международни летища: „Александър Велики“ в Скопие и „Свети Апостол Павел“ в Охрид.

### Туризъм
Туризъм в Северна Македония
За не много силната икономиката на страната туризмът има важно значение, но основните туристически дестинации остават градовете Охрид и Скопие и като цяло културно-историческият туризъм.